# Z Air
Z Air ist eine Regionalfluggesellschaft auf der niederländischen Karibikinsel Bonaire, die auch Rettungsflüge durchführt.

## Geschichte
Als EZAir im Jahr 2000 gegründet, nahm die Gesellschaft den Flugbetrieb nach Curaçao auf. Im Jahr 2012 kaufte EZAir einen Learjet, mit dem sie Luftrettungsdienste durchführten.

### Neuer Markenauftritt

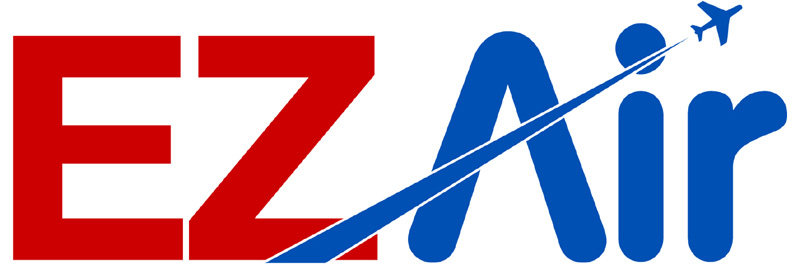
Ehemaliges Logo bis 2023, aktuelles Logo ist ohne E

Ende 2023 beschloss die Fluggesellschaft, ihren Namen von „EZAir“ in „Z Air“ zu ändern, nachdem die easyGroup, Inhaberin der Markenrechte unter anderem von easyJet, Nutzungseinwände einreichte. EasyGroup war der Meinung, dass EZ einfach zu ähnlich sei. Das Unternehmen stimmte im Grunde dem Einwand nicht zu, beschloss jedoch, keine rechtlichen Schritte gegen das wohlhabende Unternehmen einzuleiten. Daher wurde beschlossen, das E wegzulassen, so dass nur das Z übrig blieb. Das Rebranding hatte kaum Auswirkungen. Lediglich das Logo und der Text mussten auf den Flugzeugen und der Website angepasst werden.

## Ziele
Z Air bedient Ziele in der ganzen Karibik.

## Flotte
Mit Stand April 2025 besteht die Flotte von EZAir aus vier Flugzeugen mit einem Durchschnittsalter von 26,3 Jahren.
| Flugzeugtyp     | Anzahl | bestellt | Anmerkungen | Sitzplätze | Durchschnittsalter |
| --------------- | ------ | -------- | ----------- | ---------- | ------------------ |
| Embraer ERJ-140 | 1      | 1        |             |            | 22,4 Jahre         |
| Saab 340B       | 3      |          |             | 34         | 27,6 Jahre         |
| Gesamt          | 4      | 1        |             |            | 26,3 Jahre         |